# 弗洛勒斯海

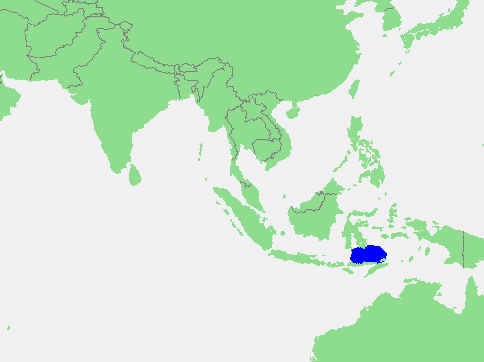
弗洛勒斯海(图中藍色部分)

弗洛勒斯海（Flores Sea）是太平洋西部的一个陆缘海，位于马来群岛中南部。弗洛勒斯海北为苏拉威西岛，南为小巽他群岛中的弗洛勒斯岛、松巴哇岛等岛屿，西接爪哇海，东接班达海，海域面积约为24万平方公里。是印度尼西亚内海。该海域面积12.1万平方千米，容积22.2万立方千米，平均深1,800米，最深位于东部，为5,140米。含盐度33～34。